# Chortaja borzaja

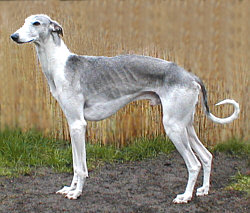
dospělý pes Chortaja borzaja

Chortaja borzaja je původní plemeno chrtů vyšlechtěné v Rusku, které není uznávané FCI.Chortaja borzaja jako historicky lovecky využívaný pes nikdy nebyl šlechtěn na poslušnost. Při své práci nespoléhá na svého pána a neřídí se podle jeho pokynů, naopak musí být samostatný, sebejistý a musí mít bystrý mozek. Navzdory své neposlušnosti chortaja borzaja není agresivní a málokdy kousne. Chortaja borzaja má nejraději lov a přírodu, proto byla a je využívána na lov zajíců, lišek a drobných kopytníků. Chortaja se dožívá v průměru 11 až 14 let.

## Historie
Plemeno chortaja borzaja bylo vyšlechtěno v Rusku a zde byl také uznán standard v roce 1951. Chrt je velice staré plemeno. Již ve 4. století našeho letopočtu psal Hérodot o Skytech ze stepí východní Evropy a o jejich loveckých psech pronásledujících a chytajících zvěř pro své pány. Z hrobek Skytů na území současné Ukrajiny známe šperky s figurkami chrtů a chrtí kosti z různých archeologických vykopávek.
V západní Evropě byl lov s chrty díky odlišnému systému hospodářství pouze zábavou šlechty a byl provozován pouze v dosti krátkém historickém období. V afrických a arabských státech je však lov s chrty dodnes součástí života tamních obyvatel. Mnozí majitelé loveckých chrtů jsou často chudí lidé a chrt je důležitý živitel jejich rodiny i v současnosti.

## Vzhled
Jedná se o středně velkého loveckého psa s velice štíhlím osvaleným tělem a končetinami. Ocas je dlouhý, ve tvaru šavle, konec může být zatočený ve tvaru do kolečka. Tlapky jsou oválné, přední lehce okrouhlé. Má dlouhou úzkou hlavu s tenkýma, neširokýma ušima zataženýma dozadu podél šíje a s velkýma oválnýma očima.[zdroj?] Srst je krátká a nejčastěji bílá, černá, červená a plavá různých odstínů.

## Temperament
Nelze jednoznačně určit, jaké povahové vlastnosti bude mít váš pes. Chortaja borzaja však není snadno cvičitelné plemeno a raději se spoléhá samo na sebe. To ovšem neznamená že chortaja borzaja není inteligentní. Chortaja borzaja má vysoké nároky na pohyb. Raději však sprinuje než monotónně kluše například vedle kola. Nejoblíbenější zábavou bývá lov.

## Využití
Nejlépší využití pro toto plemeno je lov. S Chortajou se nemusíte nutně věnovat lovu živé zvěře, můžete například vyzkoušet coursing. Toto plemeno se nehodí pro většinu psích sportů kvůli své svéhlavosti a neochotě spolupracovat.